# لری بویراحمدی
لُری بویراحمدی (به لری: لِرٚی بیرٱحمیی) یکی از گویش‌های زبان لری جنوبی ( لری دومِنی) است که اکثریت مردم شهرستان‌های بویراحمد و شمار بسیار زیادی در شهرستان‌های دهدشت، کهگیلویه، دنا، گچساران، چرام، رستم، سپیدان، اقلید و جنوب سمیرم به این گویش صحبت می‌کنند. این گویش همچنین با تغییرات بسیار اندکی در ممسنی، رستم و برخی مناطق شیراز صحبت می‌شود. گویش بویر احمدی به طور گسترده در میان ایل بویر احمدی صحبت میشود و سایر ایلات استان کهگیلویه و بویر احمد نظیر طیبی، بهمئی، باوی، آغاجاری، دشمن زیاری و نوئی هر کدام گویش لری مخصوص به خود را دارند که با یکدیگر هم خانواده هستند. لری بویراحمدی یکی از گویش‌های لری جنوبی و هم خانواده با گویش‌های لری بختیاری می‌باشد که هردو ذیل زبان لری قرار میگیرند.

## محدوده جغرافیایی
لری جنوبی در پنج استان عمده تکلم می‌شود:
1. کهگیلویه و بویراحمد: تعدادی از شهرستانها
2. خوزستان: شهرستان‌های جنوب شرقی استان؛ از جمله شهرستانهای: شهرستان هندیجان، شهرستان ماهشهر، شهرستان امیدیه، شهرستان بهبهان، شهرستان رامهرمز، شهرستان باغملک، شهرستان صیدون، شهرستان آغاجاری، شهرستان هفتکل و بخش‌هایی از شهرستان رامشیر
3. فارس: شهرستانهای: ممسنی، رستم، کازرون، مهر، لامرد، بخشی از شهرستان داراب، مرودشت، سپیدان، اردکان، شهرستان اقلید، فیروزآباد
4. بوشهر: شهرستانهای: دیلم، گناوه، دشتستان[۳][۴]

## نمونه واژه‌ها
| لری بویراحمدی      | فارسی | تلفظ                 |
| ------------------ | --- | -------------------- |
| بۉ                 | بابا | bow                  |
| دِی/دا              | دای، مادر | dā/dey               |
| کَکا                | برادر | kaka                 |
| دَیَه                | خواهر | daya                 |
| بَوا                | پدربزرگ | bavā                 |
| نَنَه                | مادربزرگ | nana                 |
| تاتَه               | عمو | tata                 |
| حالو               | خالو، دایی | haloo                |
| هومریش             | باجناغ | homrish              |
| بونکۊ              | گروه، دسته | bonku                |
| کورٚ                | پسر | kor                  |
| دۊؤَر               | دختر | duwar                |
| جملو               | دوقلو | jêmêlu               |
| ٱرسی/اورسی         | کفش | orsi/arsi            |
| دین                | دنبال، پیرو | din                  |
| سی                 | برای | si                   |
| سیچه               | چرا | siče                 |
| ها                 | آره | ha                   |
| بَئر                | سهم | ba'r                 |
| وَه‌تَه               | اصلاً | vata                 |
| هرگه               | هرگاه | harga                |
| هردمبیل            | قاتی پاتی | hardambil            |
| گئکون              | سحر | gahkoon              |
| دسنماز             | وضو | dasnêmāz             |
| پساپس              | عقب عقب (پس پس) | pasāpas              |
| گوئره              | نوبت | go'ra                |
| گَه                 | نوبت | gah                  |
| ایسو               | حالا-اکنون | iso                  |
| اوسو،              | اونوقت | uso                  |
| مِن                 | توی | men                  |
| تۊ                 | اتاق | tu                   |
| پلشت، نشسته        | کثیف، پلشت | pelasht              |
| پشنگه              | ذرات مایعات که به اطراف پاشیده می‌شود | peshenga             |
| پشکو               | چس فیل | peshkoo              |
| جومه               | جامه-پیراهنن | jooma                |
| اُرسی               | کفش | orsi                 |
| ارخلق              | لباس مردانه قدیمی | arkhalegh            |
| دلگ                | دلق-جامه ای جلیقه مانند و ضخیم که معمولاً زنان می‌پوشیدند                                                                                   | dalg                 |
| چارقد، چاقی        | چارقد، روسری | charghay             |
| پتی                | خالی، برهنه | pati                 |
| گَپو                | بزرگ | gapoo                |
| گت، گتو            | بزرگ | gtoo, got            |
| دوال               | کمربند | dooal                |
| کنارآب             | توالت | kenaraab             |
| گُنج                | زنبور | Gonj                 |
| بِنگِشت              | گنجشک | bengesht             |
| گِلو                | گربه | geloo , gloo         |
| بَندیر              | منتظر | bandir               |
| تیه                | دیه->دیده-> چشم | tiya                 |
| نُفت                | دماغ | noft                 |
| فیر                | دماغ | fir                  |
| کلیچ/اَنگُل          | انگشت | clich                |
| کچه                | چونه | kacha                |
| بُت                 | گلو | bot                  |
| کَپ                 | دهان | kap                  |
| کپدره              | دهان دره | kapdara              |
| چیل                | لب و دهان | chil                 |
| گرداله             | کلیه | Gordalah             |
| گُرده               | کلیه | Gorda                |
| کُم                 | شکم | kom                  |
| کُنجر               | نیشگون | konjor               |
| رَز                 | درخت انگور | raz                  |
| پِرز                | ذره | perz                 |
| پرزالو             | صفت چیزی که به راحتی مانند علف خشک ریز ریز می‌شود                                                                                          | perzaloo             |
| بَرد                | سنگ | bard                 |
| صبا                | فردا | sabaa                |
| دوش                | دیشب | doosh                |
| پرندوش             | پریشب | parandoosh           |
| دیگ                | دیروز | dig                  |
| پَریگ               | پریروز | parig                |
| پسین               | عصر-غروب | pasin                |
| دیسه               | مدت-دوره زمانی | disa                 |
| وَدَر                | به در -بیرون | vadar                |
| سیزه و در          | سیزده به در | siza vadar           |
| حولکی              | با عجله | houlaki              |
| وَدَسی               | ازدستی، عمداً | vadasi               |
| وَراسی!             | به راستی-جدی! واقعا! | varaasi              |
| هیمَه               | هیزم | hima                 |
| هوار               | صاف (هموار) | hovar                |
| حونه               | خونه-خانه | hoona                |
| بالاخونه           | پشت بام | baalaa hoona         |
| سیک                | کنج، زاویه | sik                  |
| رهگه               | محل عبور | rahgah               |
| برم                | برکه، گودال بزرگ آب | barm                 |
| سمَه                | سوراخ | sema                 |
| تاپو               | محفظه ای درون دیوار زیر تاقچه که گندم را درون آن نگهداری می‌کردند                                                                          | taapoo               |
| گندنا              | تره (سبزی) | gandanaa             |
| پیرمک              | کپک | pirmak               |
| کاسه‌پشت            | لاک‌پشت | kaasa posht          |
| موری               | مورچه | mouri                |
| بق                 | قورباغه | ghorbak              |
| باهِندَه             | پرنده | bahenda              |
| وَرزا               | گاو نر اخته با هیکل ورزیده | varza                |
| گووَر               | گودر، گوساله | gooar                |
| کاوَه               | بره نر | kaavah               |
| کَهرَه               | بزغاله | kahra                |
| جولَه/جیلَه          | جوجه تیغی | joola/jila           |
| کتو                | توله سگ، سگ | ktoo                 |
| سگ توره            | شغال | sag toora            |
| گی ترن             | سرگین غلتان | Gi teran             |
| گَرگَراک/گرگراشک     | مارمولک بزرگ | gargarashk/gargaraak |
| مارمَلِشک/تِیتَکُم      | مارمولک | teytakom/marmaleshk  |
| گُندگر              | عنکبوت | gondgor              |
| کف دونک            | عنکبوت | kaf davanak          |
| بالداسک            | پرستو | baldasak             |
| بال قبا سوزک       | قبا سبز | bal ghaba sowzak     |
| گندی               | عدس | gendi                |
| بُنگ                | بانگ، صدا | bong                 |
| قایی               | قادی، ساندویچ | ghaayi               |
| پَل                 | گیسو، گیسوی بافته شده | pal                  |
| شربتین             | کاسه کوچک، جام، شربت خوری | Sharbatin            |
| می‌بریز             | ماهی بریز، ظرفی مانند ماهی تابه | mey beriz            |
| لت                 | پاره ای از چیزی - طرف (یه لت هندونه: یه تکه هندونه - او لت: اون طرف)                                                                      | lat                  |
| رۊ                 | رود | roo                  |
| روی/رۊله           | عزیز | rooy                 |
| رِشک                | بچه شپش | reshk                |
| کول                | شانه | kool                 |
| گوشتیل             | کشتی | goushtil             |
| گُند                | بیضه | Gond                 |
| رم                 | موهای زهار | rom                  |
| پند                | مقعد | pend                 |
| کند                | ماتحت هر چیزی | kend                 |
| دیگبر              | دیگ بزرگ | digbar               |
| کلوک               | ظرفی برای نگهداری روغن | kolook               |
| ترشپلا             | آب‌کش-تراوش پیاله | troshpla             |
| دول                | دلو | dool                 |
| دشکه               | نخ | deshka               |
| دولاغ              | گردوخاک | doolagh              |
| هلو                | شعله | halo                 |
| تش                 | آتش | tash                 |
| بوی                | ای وای-اوا | booy                 |
| سرپچ               | گیج | sarpach              |
| کلو                | دیوونه | kaloo                |
| لیوه               | آدم ساده | liva                 |
| گیجال              | گیج و منگ | gijaal               |
| شیتال              | شوت، گیج و منگ | shital               |
| دند                | سر، بی‌حس، بدون فهم | dond                 |
| تش و برق           | رعد و برق | tash o bargh         |
| رقات               | پشت سرهم | reghaat              |
| تلیشه              | تکه باریک از پارچه یا چیزهای دیگر مثلاً استخوان                                                                                            | tlisha               |
| جختی               | تازه | jakhti               |
| نچک                | نوچ | nachak               |
| دسپلو              | دستمالی کردن چیزی | dasploo              |
| دنگ                | محکم | deng                 |
| سله                | نوعی سبد | salah                |
| شپلاق              | سیلی | shapalagh            |
| کپه                | توده | kpah                 |
| کر                 | کنار | ker                  |
| کلم                | توده سفت | klom                 |
| گل کلم             | تکه‌های گل که خشک وسفت شده است | gel klom             |
| کته                | توده سفتی که روی زخم پس از مدتی ایجاد می‌شود                                                                                               | kota                 |
| کرکر               | ته‌دیگ | kerker               |
| قاتق               | غذایی که با نان خورده می‌شود | ghaatogh             |
| گله گله            | جای به جای | gla gla              |
| گمبه               | دسته | gomba                |
| گمبگل              | دسته گل | gomb gol             |
| گمبله              | کوتاه وچاق | gembla               |
| مازَه               | منطقه بالا و وسط هر چیز تپه مانند | maazah               |
| گر                 | نوک | gor                  |
| لیم لیم            | آرام آرام | Lim Lim              |
| مَشت                | غلیظ وپرمایه | masht                |
| منگه               | صدای زیرلبی | mongah               |
| وایه               | آرزو | vaaya                |
| وَلم                | زیاد، حسابی | valm                 |
| کخ                 | برجستگی | kokh                 |
| ن‌ها                | جلو | nhaa                 |
| دیندا              | پشت سر | dindaa               |
| رِک                 | چوبی که به عنوان حائل زیر شاخه سنگین شده درخت می‌گذارند تا نشکند                                                                           | rek                  |
| خاگ                | تخم | khag                 |
| کل                 | پوست یک شئ مانند تخم مرغ | kol                  |
| دم ری              | روبرو و مقابل | dam ri               |
| دمری               | دمر-وارونه | damari               |
| وقشه               | عطسه | vakhsha              |
| گردله با           | گردباد | gerdelaba            |
| کشکاور             | خمیازه | Kashkaver            |
| یه پیوس            | مدام | ya peyvas            |
| همدا (هندا)        | هم اندازه | homda                |
| کاک                | خشک و تمیز | kaak                 |
| درک                | خشک و پاک | derk                 |
| آسره               | برآمده | asera                |
| تمب                | برآمدگی | tomb                 |
| آفری               | مراسم ختم | afari                |
| کولین              | ظرفی قدیمی مخصوص نگهداری کره | kooleen              |
| پناپله (پنهان پله) | مخفی | panaapala            |
| تزگ                | |                      |
| بوگرد (بومگرد)     | قطعه چوب ضخیمی که در گذشته به وسیله بندی که به دو طرفش بسته می‌شد به عنوان غلتک روی پشت بام به کار می‌رفت                                   | boogard              |
| چمبریک             | دو حلقه فلزی که با بند به هم بسته می‌شد و به دو طرف بوگرد وصل و برای کشیدن بوگرد به کار می‌رفت                                              | chambarik            |
| کَرَه                | سنگ چین هاییکه از روی هم انباشتن سنگ‌های کوچک و بزرگ از داخل زمین‌ها و باغ‌ها ایجاد می‌شود و معمولاً به عنوان مرز زمین‌ها و باغ‌ها استفاده می‌شود | karra                |
| لووه (لوده)        | ظرفی مانند کجاوه برای حمل انگور که از چوب به صورت دو طرف هم شکل درست و روی خر انداخته می‌شد                                                | lowa                 |
| مَهلی               | خیلی | mahli                |
| یَه کلی             | خیلی | ya kli               |
| یه چنینی           | اینقدر (توضیح: همراه با نشان دادن چیزی برای مقایسه مانند حجم مشت)                                                                         | ya chnini            |
| هور                | ظرفی خورجین مانند بافته شده از نوارهای پارچه‌های مختلف که برای حمل گندم بر روی خر استفاده می‌شد                                             | hoor                 |
| شَلَه                | ظرفی خورجین مانند بافته شده از نوارهای پارچه‌های مختلف و رشته‌هایی از موی بز که برای حمل کاه بر روی خر استفاده می‌شد                         | shala                |
| پندوم              | ورم | pandoom              |
| جِر                 | قوز | jer                  |

بعضی از واژه‌ها با فارسی و سایر زبان‌های ایرانی ریشه مشترکی دارند از این رو از نظر ظاهری شباهت‌هایی دارند. برای مثال:
- زونی: زانو
- نون: (نان)
- واری: وارو
- دس: دست
- چو: چوب
- رَه: راه
- کُه: کوه
- می: مو
- رووَه: روباه
- حونه: خونه
- نخون: ناخن
- او: آب
- سوز: سبز
- دو: دوغ
- کلا: کلاغ

پاره ای از کلمات به شکلی شکسته شده‌اند که به نظر می‌آید ارتباطی با فارسی ندارند؛ مثلاً کلمه (تیه) که همان دیده یعنی چشم می‌باشد.

## اصطلاحات
- وخوگرتن:به خودگرفتن:اعتراف کردن vakho geroftan
- آمخته وابین:عادت کردن، آموخته شدن Amokhta vabiyan
- بونگ کردن:صدازدن bong
- ورفراهسن:یهو از خواب پریدن varfrahesan
- چاکسن: چاک خوردن chakesan
- ترزسن: سوختن terzesan
- بُل کردن: بال کردن، پریدن bol
- دک زدن: درنگ کردن dok
- تک کردن: چکیدن tok kerdan
- پق کردن: اخم کردن pogh
- سیل کردن: نگاه کردن seyl
- شی کردن: شوی کردن، شوهر کردن shi
- بسی کردن: فرستادن bsi
- بهر کردن:تقسیم کردن bahr
- رو کردن:حرکت کردن (رو کن:حرکت کن)row
- تنگسن :tengesan پرتاب شدن
- ور کردن: به تن کردن- پوشیدن var kerdan
- ور داین: انداختن ver dayan
- تر دادن: غلتاندن ter
- وتاسه رفتن: به تاسه رفتن: از نفس افتادن در اثر گریه یا خنده زیادtaasah
- واداشتن: نگه داشتن vadashtan
- جر کردن: دعوا کردنjar
- رمسن/رمبسن:فرو ریختن rombesan/remesan
- نشسن سرکرپا:نشستن روی دوپاsar krapaa
- سک زین: سیخونک زدن sok zayan
- لک زین: چرت زدن lek zayan
- داسون گرتن: بدی کسی را پشت سرش گفتن و دادخواهی از او نزد دیگران (داسون در اصل دادستاندن است)daasoon
- رنجه رنجه کردن:ریزریز کردن renja renja
- شفت دادن: سخن را به درازا کشاندن Sheft
- غمه زدن: غمبه زدن-غرولند کردن ghoma
- غل زدن: غل غل کردن- جوشیدن ghel
- کمخزه کردن: خزیدن بچه نوزاد روی شکم komkheza
- چنگ پل کردن:راه رفتن نوزاد روی دو دست و دو زانو Changa pol
- لت و لو خوردن: تلوتلو خوردن lat low
- خنج زین: چنگ زدن khenj
- بنا کردن: آغاز کردن bena kerdan
- مله کردن: شنا کردن mala kerdan
- بندیر بیین:منتظر بودن bandir biyan
- آخون کردن: خرمن کردن Akhoon
- تش پرکردن: آتش برکردن tash bor kerdan
- تنگ کردن: محکم بستن چیزی مانند بار خر Teng
- پشک داین (پشک دادن): ریختن و پخش کردن چیزی مانند آب Peshk dayan
- یه پاره: بعضی
- او خوردن:  آب خوردن

## افعال
- دِر کِردن: برگشتن - در کو:برگرد der kerdan
- وَریساین (وریستادن): پا شدن-برایست: پاشو varisayan
- مِزنایَن: مکیدن - بِمِزْن: بمک meznayan
- کُهتن: گاز گرفتن-فقط برای ساخت‌های ماضی_ کهت: گاز گرفت coht-کوزییَن (کوزیدن) - بکوز:گاز بگیر coziyan برای ساخت‌های مضارع
- هلییدن (هلیدن): گذاشتن، اجازه دادن-بهل: اجازه بده heliyan فقط برای ساخت‌های مضارع
- لِشتن: اجازه دادن، لشتم:اجازه دادم leshtan فقط برای ساخت‌های ماضی
- جکسن (جیکستن):دویدن:جیکسم-جیکسی-جیکس-جیکسیم-جیکسیت-جیکسن jekesan
- واداشتن: نگهداشتن (وادار:نگه دار)vadashtan
- خُوسین: خسبیدن، خوابیدن khowsiyan
- اِسَیَن (استدن): گرفتن (بسون:بگیر)Esayan
- وابین (وابیدن): شدن- وابید-> وابود-> (شد) Vabiyan
- ورچردن: بالا رفتن از چیزی مانند صخره با چنگ و پا varchardan
- ورموتسن: پلاسیده شدن varmootesan
- پروسن (پروستن): پرورش یافتن (به منظور بیان اینکه چیزی مانند ترشی خوب جا افتاده و به عمل آمده به کار می‌رود)parvestan
- وریچسن (وریچستن): از هم باز شدن و پخش وپلا شدن یک مجموعه (ورریچنادن تلویزیون: باز کردن و جداکردن قطعات تلویزیون)varichesan
- دلسن (دلستن): نشت کردن و بیرون رفتن شیره یا آب چیزی Dalesan
- واپلادن (واپلاییدن): آب چیزی را گرفتن Vapladan
- وراشکنادن: یک باره از جا پریدن و فرار کردن Varoshkanadan
- پشکسن (پشکستن): پخش و پلا شدن Peshkesan

پیشوند‌های استمراری ساز به صورت زیر میباشد:
- می‌رم: ایرَم (میروَم:ایرَوُم)
- می‌رفتم: ایرَتُم
- می‌پزم: ایپَزُم
- می‌پختم: ایپختُم
- می‌رفتند:ایرَتِن

بعضی کلمات مانند توانست و دانست به این صورت نبوده و با اضافه شدن (ست) به قسمت اصلی فعل مضارع ساخته می‌شوند. در لری بیشتر افعال گذشته با اضافه شدن این یکی (ست) ساخته می‌شوند مانند:
- کندس: کندست، کنده شد
- پَرس: پَرست، پرید
- بُرس: بُرست، برید (از نفس افتاد)
- خندس: خندید
- درس: دریده شد
- گریوس: گریه کرد
- جِکِس: دوس، دوید
- چسپس: چسبید
- خارس: خارید
- جمبس: جمبید

ماضی نقلی در این گویش با اضافه شدن (اِ) به ماضی ساده ساخته می‌شود که در نوشتن به (ه) تبدیل می‌شود مانند:
- رَتِمِه: رفته‌ام
- گُتیِی: گفته‌ای
- بردیمه: برده‌ایم
- گُتیتِه: گفته‌اید
- ورگشتمه: برگشته ام
- اِشنُفتِمِه: شنفته ام، شنیده‌ام

## علامت جمع
- در بویراحمدی علامت جمع در این زبان «اَل» یا «یَل» می‌باشد. مثال:

کتابَل (کتابها)، ماشینَل (ماشینها)، کُرَل (پسرها)
- برای ضمایر اول شخص و دوم شخض به صورت «نَل» به کار می‌رود. مثال:

ایمانل (ماها)، ایشانل (شماها)
- برای ضمایر سوم شخص به صورت «گَل» به کار می‌رود. مثال:

اینگل (اینها)، اونگل (اونها)
- برای کلماتی که آخر آن‌ها صدا دار باشد «یَل» به کار می‌رود. مثال:

شاخَیَل (شاخه‌ها)، بچیل (بچه‌ها)

## حروف اضافه
حروف اضافه ای که در لری به کار می‌روند با معادل فارسی خود تفاوت دارند. در زیر چند نمونه از این حروف اضافه را می‌بینیم:
- وه(va): به، از

مثال: ایخی بری وه کۊچو؟ (می‌خواهی بری به کجا؟). وه کۊچو اومِی؟ (از کجا آمدی؟)
- نه(na) / اَ(a): را

نکته: «نه» بعد از کلماتی که آخرشان صدا دار باشد استفاده می‌شود
مثال: تنَه دوس داروم (تورا دوس دارم). کتابَه بیِه (کتاب را بده). جیجَه نه غذا وَش بیِه (جوجه را بهش غذا بده)
- سی(si): برای، واسه

مثال: بیو سی مو کار کو (بیا برای من کار کن). سی چه ایگریوی؟ (برای چه گریه می‌کنی؟)

## پسوند «ین»
این پسوند به آخر برخی کلمات اضافه می‌شود و نشان دهنده زیاد بودن آن در فرد یا چیزیست که به آن نسبت داده شده است. مثال:
- لونجین (لونج + ین): کسی که لب‌های بزرگ و برآمده داشته باشد. لونج به معنی لب می‌باشد.
- پقین (پق + ین): اخمو، کسی که زیاد اخم می‌کند. پُق به معنی اخم می‌باشد. پُق کردن: اخم کردن
- کمین (کم + ین): شکمو، کسی که زیاد غذا می‌خورد. کُم: شکم
- مُل ملین (مُل مل + ین): پر مو. مُل: مو

## ضمایر ملکی
- اُم-اِت -اِش- موݩ- توݩ- شوݩ نمونه: کتابُم- کتابِت- کتابِش- کتابموݩ- کتابتوݩ- کتابشوݩ

البته «ن» آخر ضمایر اکثراً خوانده نمی‌شود

## ضمایر شخصی
- مو- تو- وو- ایما- ایشا- اونگل (اونُو)

مثال:
- «ایما رتیم وه حونه»: ما رفتیم خونه
- «ای حونه این مویه»: این خانه مال منه

## جمله‌ها
- لری بیراحمئی یکی وه شاخه یَل زؤن لریه: لری بویراحمدی یکی از شاخه‌های زبان لریه
- وَریس بِرَه درستَه بخو: پاشو برو درستو بخون
- ینه سی ایشا اِسَمِه: این رو برای شما خریدم.
- بره او سیم بیا؛ برو و آب برام، بیار
- بره بخواوس؛ برو و بخواب

## نمونه ای از ضرب‌المثل‌ها
- داری که خَل وابی دَ راس وانیبۊ (درختی که خم شد دیگه راست نمیشه) در مورد آدمی که رذایل اخلاقی نهادینه شده‌ای دارد به کار می‌رود
- گلۊ دسش وه پِه نیرسه ایگه ترشه (گربه دستش به پی نمی‌رسه میگه ترشه) موقعی گفته می‌شود که فردی توانایی انجام کاری را نداشته باشد و با بهانه‌هایی سعی در انکار آن داشته باشد.
- خر همۊ خره جلش عوض وابیه (خر همون خره پالونش عوض شده) موقعی گفته می‌شود که فردی در ظاهری جدید فخر فروشی کند
- آردشه بخته آربیزشه آوِخته (آردشو بیخته و الکشو آویخته) در مورد کسی که از کاری برای همیشه دست می‌کشد و دیگر مسئولیتی را نمی‌پذیرد گفته می‌شود
- ایخِمِت نه بهزه خوم (دوستت دارم نه بهتر از خودم) زمانی گفته می‌شود که یکی از دو دوست بخواهد چیزی را با دوستش تقسیم کند و تمایل دارد قسمت بهتر برای خودش باشد.

## نمونه زبان
متن زیر بریده‌ای از کتاب شازده کوچولو میباشد:
نقاشی مو وه جهۊنی خوش وانبی؛ ٱلبت تخصیر نَیاشتوم؛ اۊسو که شش سالوم بی، آیم‌‌گپۊؤل سر نقاشی زیه بین من ذئنوم ۉ غیر ئه مار بۊئِی که من کومش دیاری بۊ یا نبۊ دَئـ هیچ سروم وانیبی. بِی تیه‌لی که پولقسه بی وه‌در، وِیسایه بیوم وه سیلش. سی‌توݩ گتوم که هزارۊن مایل وه شئر ۉ آبایی دیر بیوم ک یه‌وِلا یه آیم کوشکلۊیی دم ریم سۉز وابیه بی؛ دیار بی که وَلا وانبیه ۉ نه زمند ۉ تشنه‌یه زئله‌ش هم نرهته که بخو بمیره. وه‌ته تئر بچه‌ئؽ که من دل بیابۊن وَلا وابیه بۊئه هم نبی.
آخور زئله کردوم که گپ دوم، گتوم: «ٱما... تو وه ایچو چه ایکنی؟!» 
خاترجم خاترجم، تئریه‌که بخو یه گپ مهمی دیه، گوت: «جۊنخوت یه میشی سیم بکش»!
ترجمه:
نقاشی من به قشنگی خود او نشد؛ البته تقصیری هم ندارم؛ وقتی شش سالم بود، آدم بزرگ‌ها ذوق نقاشی‌ام را کور کرده بودند و بلد نبودم فیر از ما بوآی باز و مار بوآی بسته چیز دیگری بکشم. با چشم هایی که از شدت تعجب داشت از حدقه بیرون میزد، به او خیره شدم. حتما یادتان نرفته است که من هزاران مایل دور تر از هر آبادی  و بنی‌بشری بودم و یک دفعه یک آدم کوچولو، همین‌طوری جلویم ظاهر شده بود؛ اما به نظر نمی‌رسید این موجود عجیب و غریب گم شده باشد، یا از خستگی، گرسنگی، تشنگی یا از ترس در حال مردن باشد. او اصلا شبیه بچه‌ای که وسط بیابان، هزاران مایل دورتر از هر آبادی گم شده باشد نبود.
وقتی بالاخره به خودم جرات دادم که حرف بزنم، گفتم: «اما.. تو اینجا چه کار میکنی»؟!
و در مقابل این سوال، خیلی خیلی آهسته و آرام، انگار که بخواهد راجع به مسالۀ بسیاری مهمی صحبت کند. گفت: «خواهش میکنم برای من یک گوسفند بکش»!

## نوشتار

### حرف الفبای لری (پاپریک)
| حرف         | معادل لورتین | آوانگاری | مثال                       | نکته |
| ----------- | ------------ | -------- | -------------------------- | --- |
| آ ا ـا      | ā            | [a]      | آفری آسره آڌم              | مانند فارسی در ابتدای کله به صورت «آ» و در وسط یا انتهای کلمه به صورت «ا» نوشته می‌شود. |
| ٱ ــَ ـه ه   | a            | [ɑː]     | ٱفتوٛ بَرد                   | در اول کلمه (همزه+کسره) به صورت ٱ نوشته می‌شود. در وسط کلمه و در صورت لزوم فتحه را مانند فارسی با ــَـ نشان می‌دهیم. فتحه پایانی در آخر کلمه نیز به صورت «ه/ـه» نوشته می‌شود. |
| اٛ -ِ ـه ه    | e            | [æ]      | اٛنسان                      | در اول کلمه (همزه+فتحه) به صورت اٛ نوشته می‌شود. در وسط کلمه در صورت لزما فتحه را مانند فارسی با ــِـ نشان می‌دهیم. فتحه پایانی در آخر کلمه نیز به صورت «ه/ـه» نوشته می‌شود. |
| او و        | o            | [o]      | خوڌا                       | معادل ضمه در اول کلمه (فتخه + ضمه) به صورت «او» و در وسط کلمه به صورت «و» نوشته می‌شود. |
| اۊ ۊ        | u            | [u]      | اۊنگل اۊسه                 | معادل «او» فارسی در کلمه توپ در اول کلمه به صورت «اۊ» و در وسط کلمه به صورت «ۊ» نوشته می‌شود. |
| ۉ           | ow/aw        | [ow]     | شۉ (شب) خۉ (خواب) بۉ (پدر) | «واو غنه»، در الفبای فارسی معادل ندارد. کلمه نو در فارسی (به معنای تازه) تقریباً بدین صورت تلفظ می‌شود. |
| ب           | b            | [b]      | برد بلگ                    | |
| پ           | p            | [p]      | پیل پلامار                 | |
| ت           | t            | [t]      | تیه                        | |
| ج           | j            | [d͡ʒ]     | جرگه جیا                   | |
| چ           | č            | [t͡ʃ]     | چی چیل                     | |
| خ           | x            | [x]      | خوم خورزمار                | |
| د           | d            | [d]      | دا دۊنسن                   | |
| ڌ           | đ            | [ð]      | شاڌ آڌم                    | دال معجم که در فارسی وجود ندارد در لری بویراحمدی هرگاه پس از حروف صدا دار حرف دال بیاید بصورت خفیف تلفظ می‌شود و نوشتن آن هم با کاراکتر "ڌ" است. |
| ر           | r            | [ɾ]      | رهڌوم رۊله                 | |
| ڒ           | rr           | [r]      | کوڒ                        | «ر» مشدد که در فارسی وجود ندارد. |
| ز           | z            | [z]      | زهشت زۊما                  | |
| ژ           | ž            | [ʒ]      | تژگا رۊژ                   | |
| س           | s            | [s]      | سامۊن سی                   | |
| ش           | š            | [ʃ]      | شانازی شۉ                  | |
| غ           | ğ            | [ɢ]      | غریو غۊل                   | |
| ف           | f            | [f]      | فئلۊ فئره                  | |
| ق           | q            | [q]      | قارنیڌن قپ                 | |
| ک           | k            | [k]      | کال کواو                   | |
| کٛ           | ķ            | [c/cʰ]   | کٛلۊ کٛیچه کٛرنجال            | در لری بویراحمدی دو تلفظ برای حرف «ک» وجود دارد که بصورت «ک» (با تلفظ عادی) و «کٛ» (با تلفظی نزدیک به چ) برای نوشتن استفاده می‌کنیم. «کٛ» تلفظی خاص شبیه «چ» خفیف دارد، مانند تلفظ حرف «ک» در لهجهٔ تبریزی ترکی آذربایجانی دارد. (استفاده از این حرف ضرورتی ندارد) |
| گ           | g            | [g]      | گولۊ گرهڌن                 | |
| ل           | l            | [l]      | لرنیڌن لیر                 | |
| م           | m            | [m]      | مالگه مال                  | |
| ن           | n            | [n]      | نازار نها                  | |
| نٚ           | ň            | [∅]      | برارۊنٚ نۊنٚ لوڒسوݩ          | «نون پنهان»، نون که در آخر واژه می‌آید، اما در خواندن، تلفظ نمی‌شود. اگر پس از واژه، حروف مصوت بیایند، این حرف خوانده شده و در نوشتار از کاراکتر «نون معولی (ن)» به جای «نٚ» استفاده می‌کنیم. |
| ڤ           | v            | [v]      | ڤری ڤولات                  | واو معمولی در فارسی |
| ؤ           | w            | [w]      | دۊؤر سۊؤار جۊؤاب           | واو لب غنچه ای تلفظ آن با واو معمولی (ڤ) فرق دارد. |
| هـ ه        | h            | [h]      | هردن هومال                 | |
| یـ ی        | y            | [j]      | یو یکاگر                   | مانند عدد «یک» |
| ایـ ـیـ ی   | i            | [iː]     | ایره اینگل                 | یاء معمولی |
| ایـٛ ـیٛـ یٛ   | î            | [e]      | هیٛل بیٛل شیٛر                | «یاء مجهول»، در فارسی امروزهٔ ایرانی معادل ندارد. مشابه «یاء معمولی» ولی کوتاه تلفظ می‌شود. مثال: شیر سلطان جنگل و شؽر پاکتی |
| ئ ئـ ـئـ ـئ | -            | [ʔ]      | لوئرل خورموئه              | قائده کشش جبرانی: به صورت کلی در اول کلمه نمی‌آید ولی استثناهایی وجود دارد. مانند: «ئی» به معنای «این»، «ئه» به معنای «از/داخل»، «ئا» به معنای «یا» اگر پس از حروف صدا دار (مانند فتحه، کسره یا ضمه) بیاید کشیدگی آنها را نشان می‌دهد. مانند: زَئله (به معنای ترس)، بَئر (به معنای سهم)، دِئرسن (پاره شدن)، سوئر (قرمز)، کوئ (کوه) این حرف کاربرد دیگیری دارد که برای جدا کردن دو حرف صدادار از یکدیگر استفاده می‌شود (در فارسی نیز این کاربرد را دارد) مانند: خورموئه (خرم‌آباد)، قرائت |

#### نکات
- در این رسم‌الخط، نقش‌نمای اضافه در زبان لری مانند فارسی می‌باشد، به این معنی که نقش‌نما نوشته نمی‌شود. مثال: نمی‌نویسیم «دله تنڳ» بلکه مینوسیم «دلِ تنگ» یا «دلی تنگ».
- حرف ربط واو در لری به صورت «ۉ» نوشته و خوانده می‌شود. مثال: بیڌ دم تش باڌوم ۉ بی بلگ باروم
- حرف ربط «به/به سوی/از» به صورت «ڤه» نوشته می‌شود اما برای سادگی «وه» نیز مینوسیم. به‌طور کلی استفاده از کاراکتر ویژه «ڤ» برای نگارش «واو/v» اجباری نیست. (به‌طور ابتدایی می‌توانید از ؤ یا ڤ استفاده نکنید)
- گاهی آوای «ه/h» در کلمات لری حذف می‌شود و مصوت (حروف صدا دار) پیش از آن کشیده می‌شود که شامل قائده کشش جبرانی می‌شود. مثال: «موهر (مُهر)» تبدیل می‌شود به «موئر».
- در خط لری اصل بر جدانویسی و استقلال کلمه است. مثال: «کورخۊ» به صورت «کور خۊ» (به معنای پسر خوب) نوشته می‌شود.
- شناسه‌ها و پیشوندهای استمراری ساز در لر بزرگ و منفی ساز به فعل پس از خود می‌چسبند. مثال: ایگوم

هرگاه بعد از حروف یا کاراکترهای (ا، و، ۏ، ۊ، ؤ، ۉ) و همچنین ه پایانی (نشانگر فتحه، کسره یا شوا) یک حرف صدادار در کلمه بیاید بین این دو مصوت (واکه) یک «ئـ» قرار داده می‌شود. مثال:
بۊئی (باشی) صحیح و بۊیی غلط است، بۊئیم/ بۊئؽم/ بۊئؽمن/ بۊئؽموݩ و… به معنای باشیم.
سوئال (سؤال)، هسته‌ای (هسته‌ای)، زنده‌ای/زنه‌ای (زندگی)، شۉئه (شب است)، خۊئه (خوب است)، پائیز، فضائی و مثال‌های دیگر.

##### حروف عربی
حروف عربی (ث ح ذ ص ض ط ظ ع غ) در کلمات لری وجود ندارد اما در وام واژگان لری از عربی وجود دارند و حتی در برخی مناطق برخی از این کلمات شبیه به عربی تلفظ می‌شوند برای مثال برخی مناطق غ و ق متفاوت تلفظ می‌شوند.
- حروف عربی را در اسامی نوشته می‌شوند. مثال: مظلۊم، معصۊمه
- در کلماتی که دچار دگرگونی تلفظ زیاد در لری شدن رو با تلفظ و حروف لری می‌نویسیم. مثال: زَفت (به معنای ضبط) به صورت ظَفت نوشته و تلفظ نمی‌شود.

##### کشش جبرانی
- در خوشه همخوانی «ـست/st» پس از مصوت کوتاه، حرف «ت» حذف می‌شود و مصوت پیش از این خوشه کشیده می‌شود:

زمستۊن← زِمِئسۊن = زمستان
بِسته ← بِئسه = انداخته
پستۊن ←پِئسۊن = پستان
هَست ← هَئس = استخوان
اٛشکَسته ← اٛشکَئسه = شکسته
موسته ← موئسه به معنی دسته، دستگیره
- این فرایند پس از مصوت‌های بلند «ا، ۊ، ی» هم اتفاق می‌افتد که نوشتن «ئ» در آن نیاز نیست: ماست ← ماس = ماست پۊست ← پۊس = پوست نیست← نیس = نیست
- هرگاه همخوان «هـ» پس از مصوت کوتاه قرار داشته باشد، این همخوان حذف شده و مصوت پیش از آن کشیده می‌شود:

پِهرِست←پِئرِئس= پرید
رِهت← رِئت = ریخت
پَهریز← پَئریز = پرهیز
تَهل ← تَئل= تلخ
دوهت← دوئت = دوشید
بوهرِست ← بوئرِئس = بریده شد
- هر گاه همخوان «ع» بعد از مصوت کوتاه قرار بگیرد، این حرف حذف می‌شود و مصوت پیش از آن کشیده می‌شود:

نَعره← نَئره = نعره
مَعصیمه ←مَئصیمه = معصومه
بَعد← بَئی = بعد
جرعت ← جوئرَت = جرعت
- در فعل‌های پیشوندی هنگامی که پیشوند فعلی «وَر var» پیش از فعل‌هایی که با «ر» شروع می‌شوند قرار می‌گیرد، یکی از «ر» ها حذف شده و مصوت پیش از آن کشیده می‌شود:

وَرریتست ← وَئریتِئس = لخت شد
وَررَست ← وَئرَئس = فارغ شد، به پایان رساند
وَررَواند ← وَئرۊواند = رَماند
- در اسم‌های مختوم به یک مصوت کوتاه و یک صامت، پس از اضافه شدن علامت جمع «ـَل»، مصوت کوتاه کشیده می‌شود:

زن+ـَل← زَئنَل= زن‌ها
پَل+ـَل← پَئلَل= موها
بوز+ـَل← بوئزَل= بُزها
گِل+ـَل← گِئلَل= خاک‌ها
دۊوَر+ـَل←دۊوَئرَل= دخترها
گندوم+ـَل← گندوئمَل= گندم‌ها
پۊشِن+ـَل←پۊشِئنَل= رختخواب‌ها